# The Gay Amigo
The Gay Amigo, também conhecido como Adventures of the Cisco Kid (Dois Contra Todos (título em Portugal) ) é um filme  de 1949 dirigido por Wallace Fox.
É um filme faroeste B dos Estados Unidos, com Duncan Renaldo, Leo Carrillo e Armida. É parte da série de filmes enfocando a personagem de Cisco Kid, criado em 1907 escritor norte-americano O. Henry para o conto "The Caballero's Way", publicado na coletânea Heart of the West.  No cinema, Kid foi descrito como um heroico caballero mexicano, mesmo que ele tenha sido criado como um bandido cruel americano.